# Zakochani w Krakowie
Zakochani w Krakowie – kantata skomponowana z okazji obchodów 750-lecia lokacji miasta Krakowa na prawie magdeburskim. Autorem libretta jest Zbigniew Książek, muzykę napisał Piotr Rubik, jako soliści wystąpili: Marta Moszczyńska, Elżbieta Portka, Zofia Nowakowska, Janusz Radek, Michał Gasz, Przemysław Branny. Jako narrator wystąpił Jan Nowicki. 
Premierowe wykonanie kantaty miało miejsce 1 czerwca 2007 roku na Rynku Głównym w Krakowie. Zarejestrowany materiał DVD został wydany 21 grudnia 2007 roku.

## Informacje o wydawnictwie
Nagranie filmowe zostało zarejestrowane 1 czerwca 2007 roku na Rynku Głównym w Krakowie. Transmisja na żywo odbywała się na antenie TVP2. W trakcie koncertu wystąpili: Piotr Rubik jako dyrygent, Marta Moszczyńska, Elżbieta Portka, Zofia Nowakowska, Janusz Radek, Michał Gasz, Przemysław Branny jako soliści, Jan Nowicki jako narrator oraz Chór Pro Musica Mundi (złożony z chórzystów kilku krakowskich chórów, przygotowaniem zajął się dr Wiesław Delimat) przy akompaniamencie orkiestry Filharmonii im. K. Szymanowskiego w Krakowie. 
21 grudnia 2007 roku TVP wydała zapis koncertu w formie filmu DVD. Materiał ten nigdy nie ukazał się jako album muzyczny.

## Lista utworów
DVD
| #   | Tytuł utworu                                                                                  | Słowa            | Muzyka      | Czas    |
| --- | --------------------------------------------------------------------------------------------- | ---------------- | ----------- | ------- |
|     | Część I                                                                                       |                  |             |         |
| 1.  | „Kuplety Wiślane” / odsłona pierwsza (śpiew: wszyscy soliści)                                 | Zbigniew Książek | Piotr Rubik | 5:40    |
| 2.  | „Nad bukiet maków – Ty i Kraków” (śpiew: Zofia Nowakowska i Michał Gasz)                      | Zbigniew Książek | Piotr Rubik | 4:26    |
| 3.  | „Królowa Kinga i Bolesław Wstydliwy, czyli lokacja Krakowa” (śpiew: Przemysław Branny)        | Zbigniew Książek | Piotr Rubik | 5:19    |
| 4.  | „Największy z Królów Kazimierz Wielki” (śpiew: Elżbieta Portka)                               | Zbigniew Książek | Piotr Rubik | 5:41    |
| 5.  | „Cudeńka rzeźbił Pan Wit Stwosz” (śpiew: Zofia Nowakowska)                                    | Zbigniew Książek | Piotr Rubik | 4:16    |
| 6.  | „Piosenka o nas” (śpiew: Marta Moszczyńska i Janusz Radek)                                    | Zbigniew Książek | Piotr Rubik | 4:57    |
| 7.  | „Kuplety Wiślane” / odsłona druga (śpiew: wszyscy soliści)                                    | Zbigniew Książek | Piotr Rubik | 5:10    |
| 8.  | „W poszukiwaniu straconych słów” (śpiew: Marta Moszczyńska i Michał Gasz)                     | Zbigniew Książek | Piotr Rubik | 4:21    |
| 9.  | „Dzwon Zygmunta” (śpiew: Marta Moszczyńska, Elżbieta Portka i Zofia Nowakowska)               | Zbigniew Książek | Piotr Rubik | 4:14    |
| 10. | „Przeniesienie stolicy” (śpiew: Janusz Radek)                                                 | Zbigniew Książek | Piotr Rubik | 4:21    |
|     | Część II                                                                                      |                  |             |         |
| 11. | „Kuplety Wiślane” / odsłona trzecia (śpiew: wszyscy soliści)                                  | Zbigniew Książek | Piotr Rubik | 5:10    |
| 12. | „Insurekcja” (śpiew: Michał Gasz)                                                             | Zbigniew Książek | Piotr Rubik | 5:40    |
| 13. | „Ballada o bocianie” (śpiew: Elżbieta Portka i Przemysław Branny)                             | Zbigniew Książek | Piotr Rubik | 4:11    |
| 14. | „Szeptanka z tęczą” (śpiew: Marta Moszczyńska i Przemysław Branny)                            | Zbigniew Książek | Piotr Rubik | 3:44    |
| 15. | „Generalny Gubernator” (śpiew: Janusz Radek)                                                  | Zbigniew Książek | Piotr Rubik | 5:13    |
| 16. | „Zupełnie nowa piosenka o Nowej Hucie” (śpiew: Janusz Radek, Michał Gasz i Przemysław Branny) | Zbigniew Książek | Piotr Rubik | 4:29    |
| 17. | „Franciszkańska Trzy” (śpiew: Marta Moszczyńska)                                              | Zbigniew Książek | Piotr Rubik | 5:38    |
| 18. | „Do kolan rzuci nam się Wisła” (śpiew: Zofia Nowakowska i Janusz Radek)                       | Zbigniew Książek | Piotr Rubik | 4:07    |
| 19. | „Kuplety Wiślane” / odsłona czwarta (śpiew: wszyscy soliści)                                  | Zbigniew Książek | Piotr Rubik | 5:04    |
|     |                                                                                               |                  |             | 1:28:61 |

## Kontrowersje
Zamówienie okolicznościowej kantaty u Piotra Rubika wywołało gwałtowne kontrowersje w gronie krakowskich artystów, zwłaszcza w kontekście wcześniejszego odrzucenia przez radę programową koncepcji zaangażowania Krzysztofa Pendereckiego lub zorganizowania koncertu Stinga, U2 bądź Red Hot Chili Peppers. Rubikowi zarzucono amatorstwo, a jego twórczości brak walorów artystycznych oraz przynależność do dziedziny popkultury. Krytyczne opinie wyrazili m.in. Krzysztof Globisz, Artur Więcek i Krystyna Moszumańska-Nazar.